# Marine One
Marine One es el nom indicatiu de qualsevol aeronau del Cos de Marines dels Estats Units que transporti el president dels Estats Units. Normalment es tracta d'un helicòpter operat per la Marine Helicopter Squadron One (HMX-1) "Nighthawks", normalment el gran Sikorsky VH-3D Sea King o el més petit VH-60N "White Hawk". A aquests dos helicòpters se'ls anomena "White Tops" a causa dels seus colors distintius.
El seu color distintiu no ha canviatː verd fosc i la part superior amb el blanc del fuselatge. La inscripció "Estats Units d'Amèrica" està plasmada a la part posterior. A banda i banda del fuselatge hi ha la bandera nord-americana i el segell del president dels Estats Units.

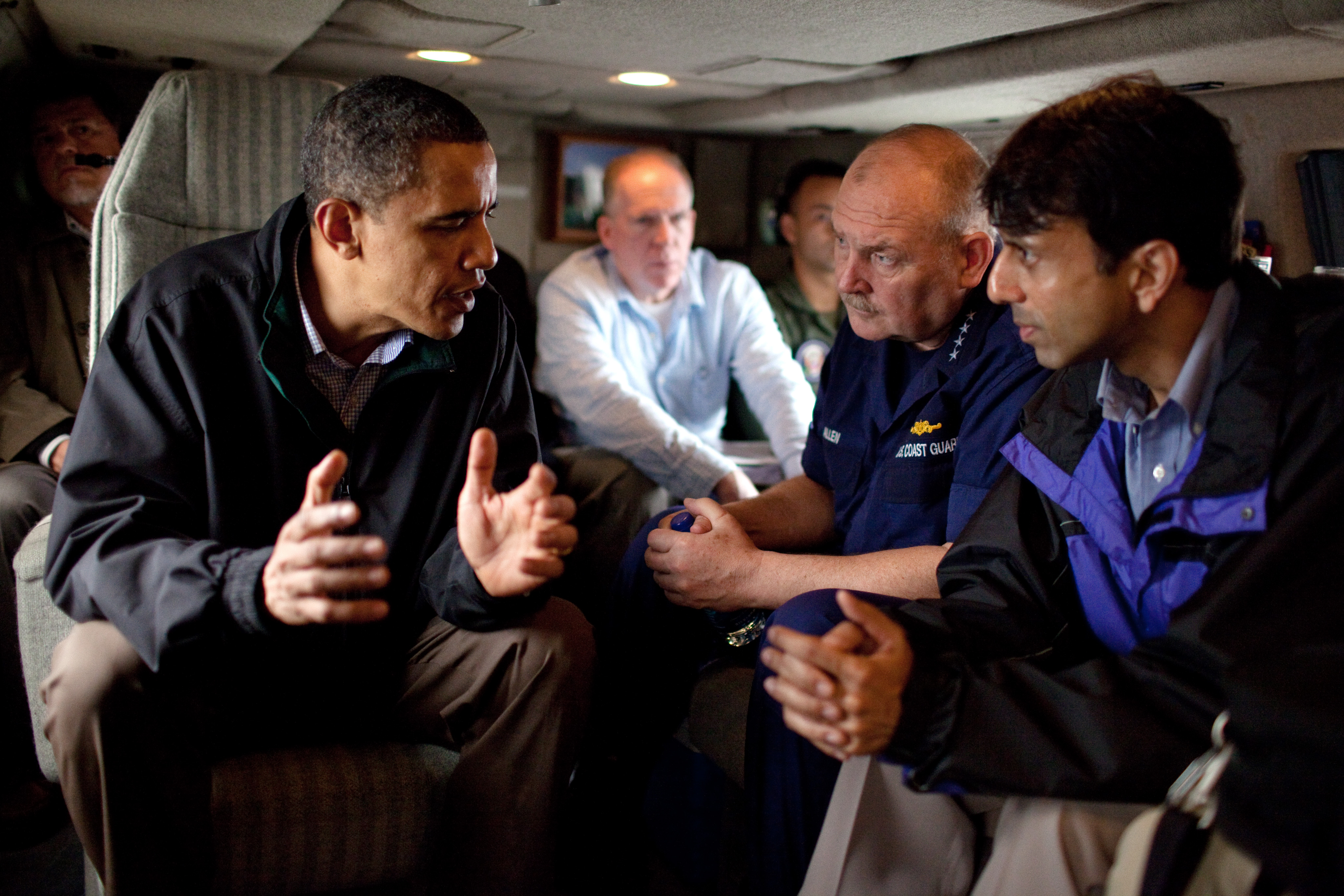
Barak Obama a l'interior del Marine One el 2010.

Qualsevol aeronau del Cos de Marines que porti el vicepresident, porta l'indicatiu de Marine Two.

## Història
El primer ús d'un helicòpter per al transport presidencial va ser el 1957, quan Dwight D. Eisenhower va viatjar en un H-13 Sioux. El President buscava una manera ràpida d'anar i tornar de la seva residència d'estiu a l'illa Aquidneck de l'estat de Rhode Island. Fins aquell moment per tornar a la Casa Blanca li calia agafar el transbordador durant una hora i després fer un vol de 45 minuts amb l'Air Force One fins a la Base Aèria Andrew, per arribar finalment a la Casa Blanca en un recorregut de 30 minuts amb un comboi de cotxes. Per aquesta raó Eisenhower va demanar al seu equip una forma de transport alternativa. La solució trobada va ser un Sioux UH34 dels Marines que, estacionat a la base aèria naval de Quonset Point, no gaire lluny de l'illa d'Aquidnek, era capaç de fer arribar el president a l'Air Force One en menys de 7 minuts. Aquesta primera aeronau estava mancada de confort i no tenia comparació amb els seus moderns successors equipats amb aire condicionat i lavabos.
Poc després, l'assessor naval del president va demanar a l'HMX-1 que avalués la possibilitat d'un aterratge a la gespa sud de la Casa Blanca. Les proves van anar bé, l'espai de maniobra era ampli i es va establir un protocol on s'estipulava el futur ús de Marine One.
El 1958, l'H-13 va ser substituït per l'H-34, i el 1961 pel Sea King VH-3A. Fins al 1976, el Cos de Marines compartia la responsabilitat del transport en helicòpter del president amb l'exèrcit dels Estats Units. Els helicòpters de l'exèrcit van utilitzar el codi Army One quan el president estava a bord.
A partir del 1989, el VH-53D va ser substituït per VH-60N3.
El 2009, hi havia 11 VH-3D i vuit VH-60Ns en servei com a helicòpters presidencials/VIP. El 16 de juliol de 2009, el Marine One va volar per primera vegada amb una tripulació completament femenina. Va ser a més el vol final de la major Jennifer Grieves, que havia estat la primera dona pilot en portar el president.
El Marine One no ha estat mai objecte de cap accident o atac (2009). El contratemps més significatiu va sorgir el 2006 quan el president George W. Bush i el seu secretari de premsa no van poder sortir amb el Marine One perquè l'aparell no funcionava. El president va haver de sortir de l'helicòpter i agafar un cotxe.